# Анна Ярославна
А́нна Яросла́вна (фр. Anne de Kyiv; близько 1032 — після 1075, не пізніше 1089) — руська князівна, королева Франції (1051—1060)
Дочка великого київського князя Ярослава Мудрого та його другої дружини, шведської принцеси Інгігерди, дочки короля Улофа III. Онука київського князя Володимира Святославича. Друга дружина короля Франції Генріха I (1051—1060). Мати французького короля Філіппа І та вермандуанського графа Гуго, який був одним із керівників Першого Хрестового походу.
Згадується переважно в іноземних джерелах, а також документах Київського Печерського монастиря XVII ст.. Привезла до Королівства Франція великий посаг, який познайомив французів з культурою Київської Русі (за легендою з княжною пов'язують Реймське Євангеліє, на якому присягали королі Франції). Після смерті чоловіка-короля вдруге вийшла заміж за лідера опозиції Рауля IV, графа Валуа (1062), який вже мав законну дружину. Була змушена покинути двір через політичну кризу, спричинену її одруженням. Залишила малолітнього сина Філіппа на регента Балдуїна V Фландрського, свояка покійного короля. Після смерті графа Валуа повернулася до двору (1074).
Впливала на внутрішню і зовнішню політику королівства, спільно із сином підписувала державні акти (на одному з них є кириличний підпис: «Анна Ръина», тобто «Анна королева»). Листувалася зі Святим Престолом (відомий лист Папи Римського Миколая II (1059), в якому він наголошує на її благочесті й щедрості до Католицької церкви). Заснувала монастир святого Вікентія в Санлісі (1065), на північ від Парижа, який був її резиденцією. Востаннє згадується на документі під 1075 роком. Подальша доля невідома. Окрім материнської шведської мови, знала давньоруську, латину, грецьку й французьку.

## Імена
- А́нна Яросла́вна — в українській історіографії.
- А́нна Ки́ївська (фр. Anne de Kyiv), А́нна Ру́ська або А́нна Руси́нка[10] (фр. Anne de Rus’) — у французькій історіографії.
- Агне́с, або Агне́са (лат. Agnes) — у французьких джерелах[11].

## Біографія

### Ранні роки

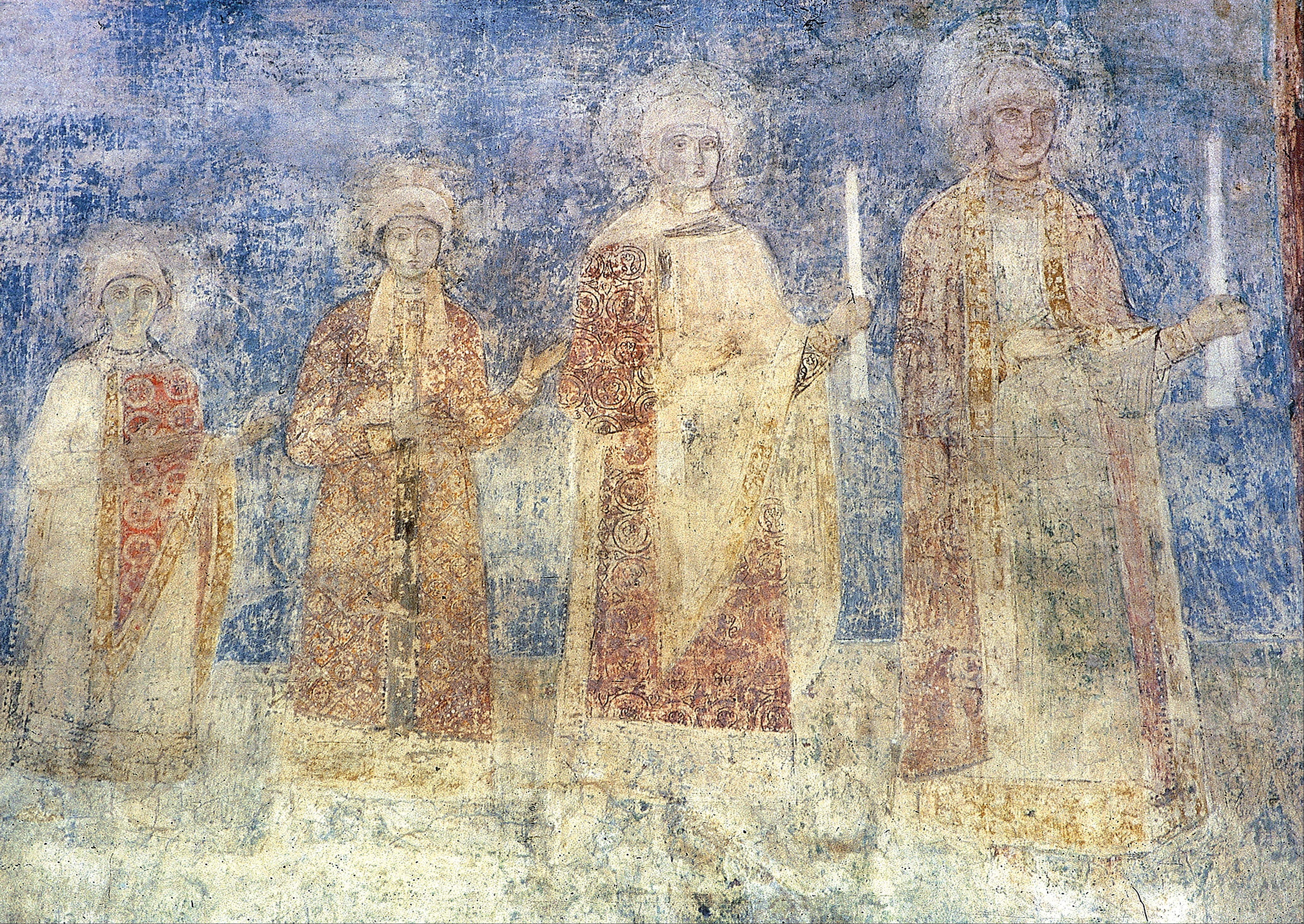
Доньки Ярослава (?) (фреска Софії Київської, ХІ ст.)

Точна дата її народження невідома, Філіп Делорм зробив припущення про 1027 рік, тоді як Андрій Грегорович запропонував 1032 рік, посилаючись на згадування в Київському літописі про народження того року дочки Ярослава. Різні історики припускають, що Анна народилась між 1022 і 1032 (або й 1036) роками. Точне місце Анни в порядку народження її братів і сестер невідомо, хоча вона майже напевно була молодшою дочкою. Дитячі роки пройшли в Києві. Поблизу Софійського собору розташовувався княжий двір, який літописці називали «Великим Ярославовим двором» із двоповерховим кам'яним князівським палацом і храмом Богородиці. Ці споруди мали переходи, які з'єднували їх між собою. Дитинство Анни пройшло в час бурхливих політичних і культурних подій.
Анна здобула гарну освіту. Могутність і багатство батька — володаря однієї з найбільших держав того часу, врода приваблювали королів і цісарів інших країн. У 1034 році її сватав швагер Генріха французького (пізніше цісар Генріх III), але через малоліття князівни з того сватання нічого не вийшло.
Крім пишних бенкетів і полювань, церковних відправ, які були дуже характерними для стародавнього світу, Київ Ярослава відзначався активним громадським і просвітницьким життям. Відкривалися школи, засновувалися бібліотеки, переписування і переклад книжок були важливою державною справою. При дворі князя відбувалися вечори, схожі на нинішні літературно-вокальні, на яких виступали поети, музиканти, скоморохи.
Анна зростала в культурній атмосфері держави, яка на той час вважалася однією з наймогутніших і найрозвиненіших у світі. Приватні вчителі навчали князівну грамоти, історії, іноземних мов, співів, малювання, правил етикету. Як свідчать документи, Анна мала добре вироблений почерк, бо, ймовірно, займалася переписуванням книжок.
Наприкінці 40-х — на початку 50-х років XI ст. Київська Русь встановила дружні стосунки з Королівством Франція, з королівською династією Капетингів. Близько 1044 року до Києва прибуло французьке посольство просити руки князівни Анни для французького короля Генріха I, який шукав підтримки Ярослава Мудрого в боротьбі проти Священної Римської імперії і до якого дійшла слава про розумну й чарівну князівну. Ярослав спершу відмовив послові. 1048 року до Києва прибуло друге посольство на чолі з єпископом Готьє Савояром, яке після тривалого чекання дістало згоду Великого князя на шлюб зі старим французьким королем. 4 травня Анна Ярославна, здійснивши тривалу подорож через Краків, Прагу та Регенсбург, опинилася в резиденції короля в місті Санлісі, за 45 кілометрів від Парижа.

### Заручини
Переговори про одруження Анни з королем Генріхом, який був на 18 років старшим, відбулися наприкінці 1040-х років, після смерті першої дружини Генріха Матильди з Фризії та їхньої єдиної дитини. Через нагальну потребу у спадкоємці та все жорсткіше несприйняття Церквою споріднених шлюбів, Генріх мусив шукати наречену не пов'язану з ним кровно. Восени 1049 або навесні 1050 року Генріх відправив єпископа Готьє, єпископа Мо, Рожера II, єпископа Шалону, васала Гослена де Шоні та інших неназваних радників до двору Ярослава. Жодних відомостей про шлюбні переговори та домовленості про придане не збереглося, хоча Анна, за згадками у хроніках, залишила Київ із «багатими дарами». Анна з почтом вирушила до Реймса влітку або восени 1050 року.

### Перший шлюб. Королева Франції

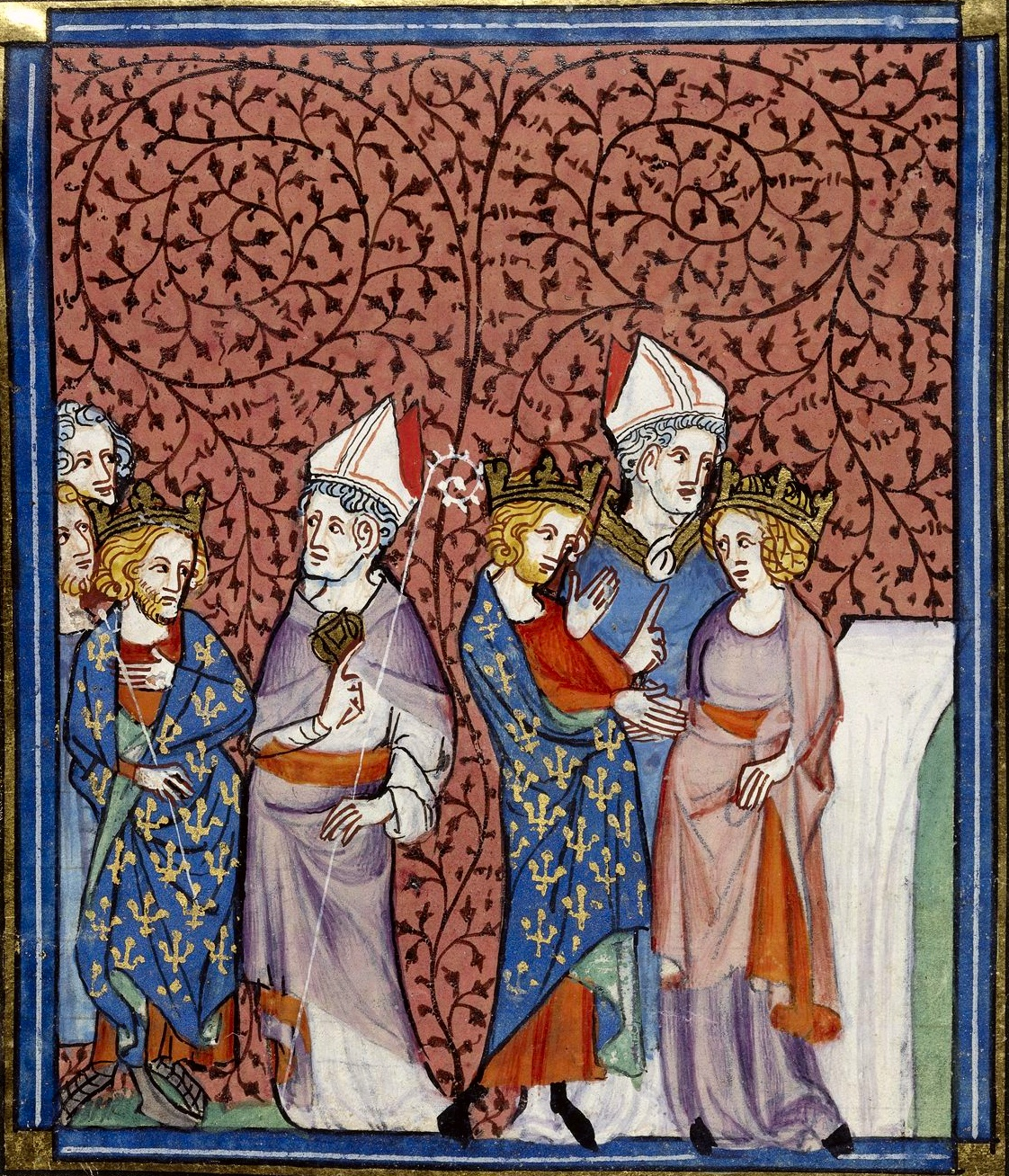
Шлюб Анни і Генріха (мініатюра «Хроніки Сен-Дені», XIV ст.)

У невеликому старому соборі Реймса 19 травня 1051 року відбулося вінчання та коронування Анни.
1053 року Анна народила сина Філіпа, пізніше Роберта та Гуго. Роберт у підлітковому віці помер. Король весь час перебував у військових походах, тож виховувати синів довелося їй самій. Вона приділяла велику увагу освіті та вихованню своїх дітей. У пригоді їй стали всебічна освіта, отримана на батьківщині, книги з бібліотеки Ярослава I Мудрого, привезені нею до Королівства Франція.
Після смерті Генріха 1060 року Анна залишила двір, але як опікунка юного Філіппа підписувала разом із ним деякі державні документи. Збереглися підписи Анни слов'янською мовою — найдавніші зразки українського письма, на багатьох державних документах Королівства Франція. Ці підписи оточують хрести, які ставили неписьменні французькі барони — вищі васали Королівства Франція. Існує також хибна легенда, що французькі королі в ті часи були неписьменними і Анна ставила свій підпис на документах поруч із королівським хрестиком. Насправді, як чоловік Анни, Генріх, так і син Філіп були письменними в дорослому віці. На відомому документі, який наводиться на підтвердження цієї легенди, хрест поставив малолітній Філіп.
Всупереч поширеній серед істориків думці, вона не була регентом при синові і ним став граф Болдуїн Фландрський.

### Другий шлюб

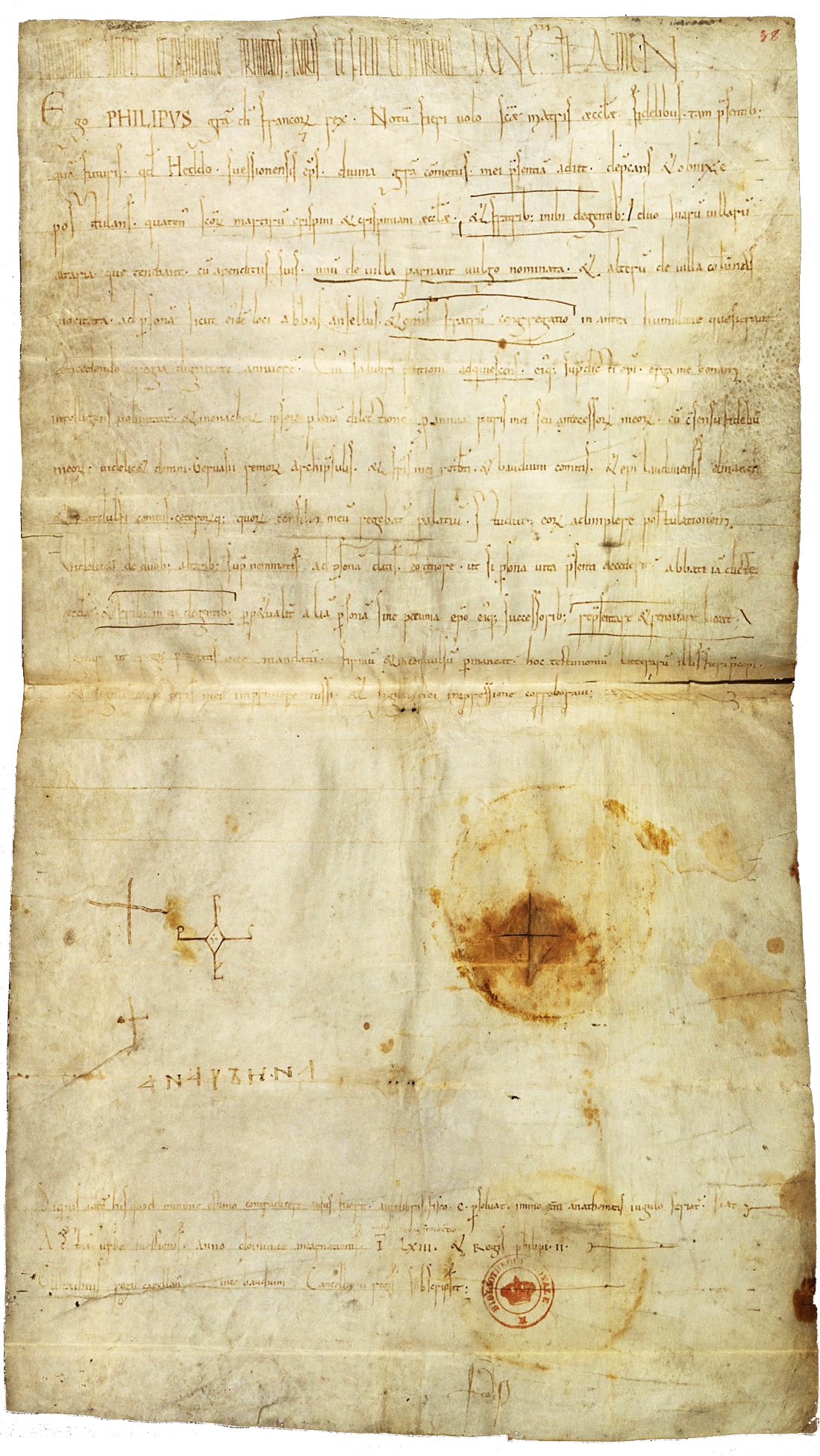
Грамота 1063 року з підписом Анни

1062 року Анна вступила в другий шлюб, з графом Раулем де Крепі-і-Валуа, котрий очолював феодальну опозицію до її колишнього чоловіка. Заради Анни Рауль покинув свою дружину Елеонору, але шлюб був визнаний незаконним. Цікава характеристика, яку дала Елеонора в скарзі на чоловіка: «Королева Анна, — писала вона, — найчарівніша, найкраща серед жінок Франції». Коли цей граф 1074 року помер, вона повернулася до двору сина й знову підписувала разом із ним французькі державні акти.
На грамоті французького короля від 1063 року на користь абатства св. Крепіна в Суассоні зберігся підпис Анни Ярославни кириличним письмом ст.-укр. ANA РЪНNА, який є пам'яткою української мови. За однією з версій, це кириличний запис латинського Anna Regina або «Анна-королева»; запис другого слова імовірно відповідає давньофранцузькій формі слова reine («королева») — roine, roÿne, roïne або raïne. Кириличний знак «ъ», таким чином, використовувався для передавання схожого редукованого звука, який тоді ще існував у старофранцузькій мові (сучасна вимова — МФА: [ʁɛn], «рен»). За твердженням «Encyclopedia of Ukraine», її підпис є найстаршим наявним зразком староукраїнського письма (хоча давньоруська епіграфіка та берестяні грамоти мають багато інших прикладів сучасного Анні Ярославні староукраїнського письма).
Урочиста коронація Філіппа I відбулася у 1066 році, коли він досяг чотирнадцяти років. Згодом він одружився з Бертою Фрайзінгенською. Тоді Французьке королівство отримало нову першу даму, і Анна на початку 1070-х років поступово відійшла від державних справ. Востаннє ім'я Анни засвідчене на документі 1075 року. Що сталося з нею потім невідомо.

Багато суперечок викликала серед науковців подальша її доля. Деякі російські та французькі історики вважали, що по смерті другого чоловіка вона повернулася до Києва й там закінчила своє життя. Однак ще наприкінці XVII ст. науковець, абат Менестрьє знайшов могилу Анни в церкві Вільєрського абатства, поблизу міста Етамп у Франції. Довкола портрету є нагробний напис півколом такого змісту: «Hic jacet domina Agnès uxor quondam Henrici regis» (Тут спочиває пані Агнес, жінка короля Генриха). Решта напису відломана, і з другого боку читається: «Eorum per misericordiam Dei requiescant in pace» (Нехай з Божої милосердности їх (душі) спочивають у спокої). Утім Філіпп Делорм спростовує цю думку. Він пише, що, по-перше, на надгробку відсутнє слово «regis» — «короля», а стиль різьблення ближчий до XIV ст.. Під час революції цей надгробок зник.

Тризуб Ярослава, батька Анни.

Напевно, невдовзі після 1075 року Анна померла.
Щороку 5 вересня у заснованому нею монастирі у місті Санлісі (курортне містечко за 40 км від Парижа) відправляється богослужіння за її душу, цей день вважається днем її смерті. Збереглися фрескове зображення Анни в Софійському соборі у Києві та пізніше скульптурне — на порталі церкви святого Вінсента в містечку Санлісі. У містечку є пам'ятник, подарований Україною в 2005 році. За свідченням Олени Рубан там начебто є й її могила.
Існує легенда, що на Реймському Євангелії слов'янською мовою, яке, Анна Ярославна привезла з собою з Києва, до революції 1793 року присягали на вірність французькі королі. Офіційних джерел, які б підтверджували це, не існує.

## Родина
1 Чоловік (з 1051): Генріх І (1008—1060), король Франції з династії Капетингів.
Діти:
- Філіпп I (1052—1108) — король Франції

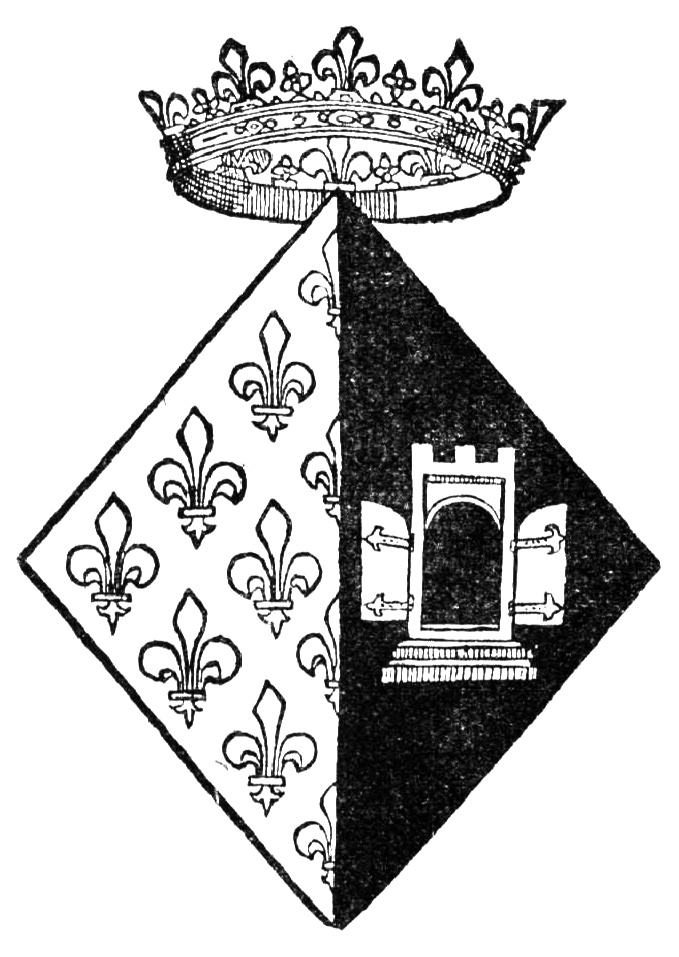
Уявний герб Анни в XVII ст.

- Едігна (Емма) (1055— близько 1109) — блаженна Католицької церкви.
- Роберт (1055—1060) — помер у дитинстві.
- Гуго (1057—1102) — граф Вермандуа, один із очільників Першого Хрестового походу.

2-й чоловік (з 1062): Рауль IV (близько 1025—1074) — граф Валуа.
Діти: не було

## Вшанування пам'яті

### Пам'ятники
У 1065 році Анна Ярославна заснувала монастир Святого Вікентія, в Санлісі поблизу Парижа. У монастирі в XVII ст. було встановлено пам'ятник, де вона тримає мініатюрну модель заснованого нею монастиря в руці. Напис на пам'ятнику був «Анна руська, королева Франції» (фр. «Anne de Russu, reine de France») 29 вересня 1996 року за запитом української громади Франції та за сприяння тодішнього посла України у Франції Юрія Кочубея оригінальний напис під статуєю змінили на «Анна Київська, королева Франції» (фр. «Anne de Kiev Reine de France»). Офіційна церемонія відкриття нового підпису відбувалася у присутності тодішнього посла України у Франції Юрія Кочубея та місцевих французьких можновладців.
У червні 2005 році у Санлісі встановили пам'ятник королеві Анні, який створив Валентин Зноба у співавторстві із Миколою Знобою. Цей пам'ятник Україна подарувала Франції. На відкритті був присутній тодішній президент України Віктор Ющенко.
У листопаді 2016 року в Києві відкрито пам'ятник Анні Ярославні авторства скульптора Констянтина Скритуцького.
У серпні 2017 року в Києві відкрито пам'ятник Анні Ярославні. Цей пам'ятник — копія французького монумента, встановленого 2005 році в Санлісі авторства Валентина Зноби. Копію створив син скульптора Микола Зноба.
2 жовтня 2018 року в Тулузі (Франція) відкрито пам'ятник королеві Анні.
У жовтні 2019 року пам'ятник королеві Анні в рамках проєкту «Шлях Королеви», відкрили у місті Арлон, Бельгія. Проєкт покликаний відтворити мандрівку майбутньої королеви від Києва до Парижа.
19 листопада 2019 року пам'ятник юній Анні Київській установили на території палацу Вєльопольських (пол. Pałac Wielopolskich) у Кракові. Скульптура є реплікою пам'ятника, встановленого в Києві 2016 року.
У рамках VI Міжнародного фестивалю мистецтв «Anne de Kyiv Fest» 2020 року відкрито пам'ятник малій Анні Ярославні (підписано як Анні Київській) в Луцьку. Він належить до серії пам'ятників Анні Київській у ключових містах Європи на її шляху до Франції, одним з яких був Луцьк.
30 квітня 2023 року в місті Ле-Блан-Менілі (Франція) встановлено пам'ятник Анні Ярославні, королеві Франції. Як повідомлялося, загалом у Франції тепер три пам'ятники королеві родом із Київської Русі.

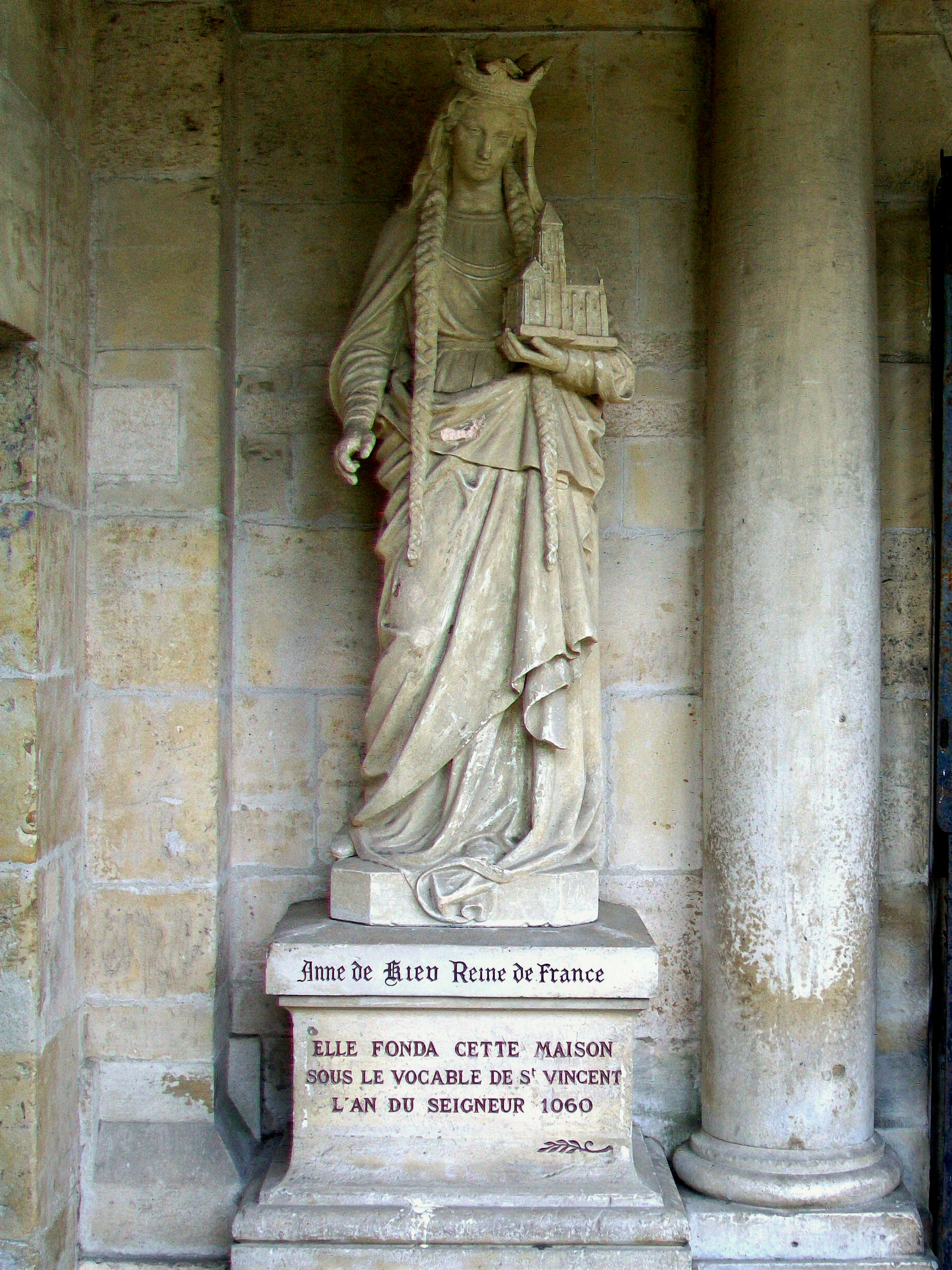
Санліс, монастир святого Вікентія XVII ст.
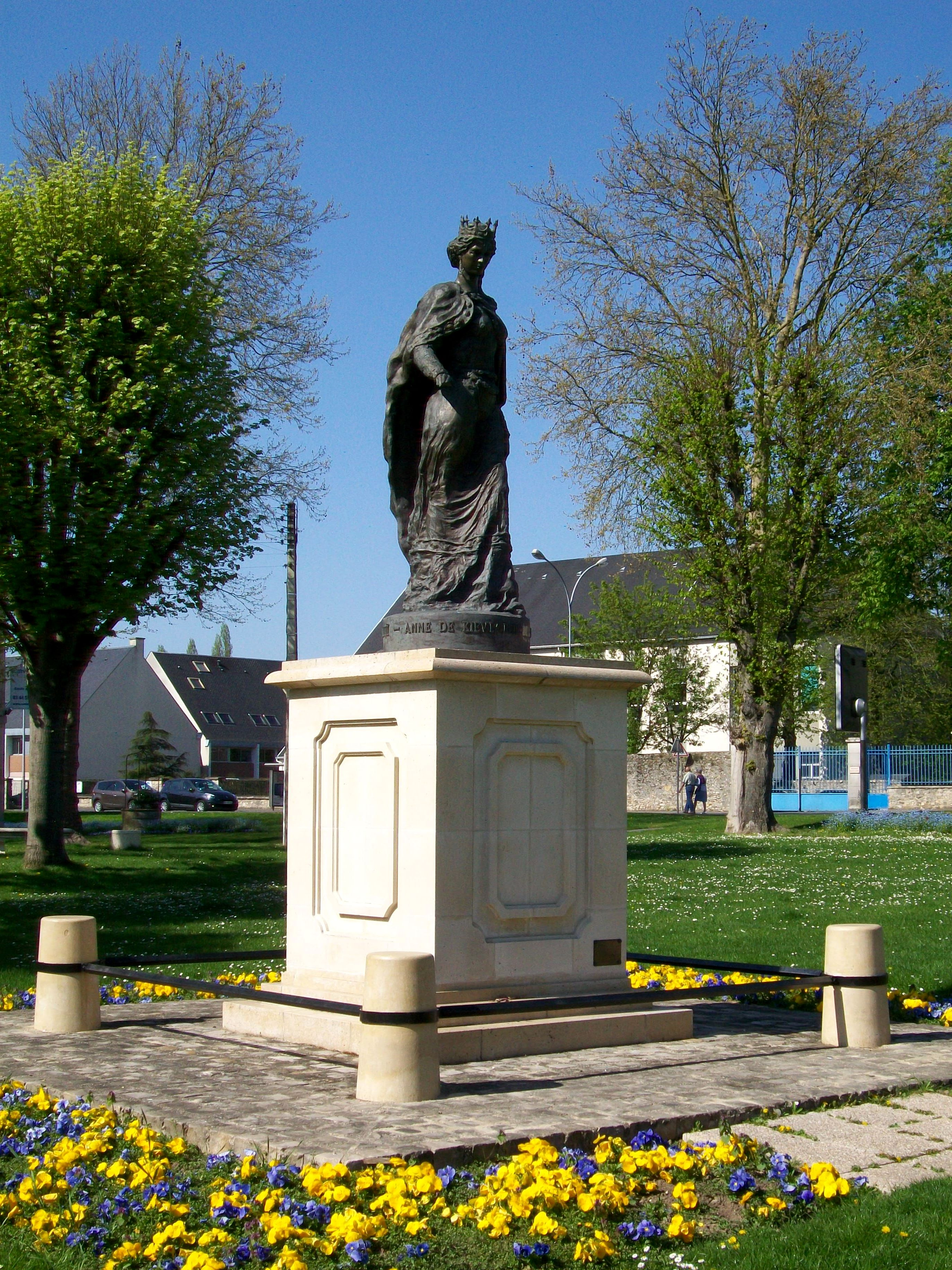
Пам'ятник королеві Анні, Санліс
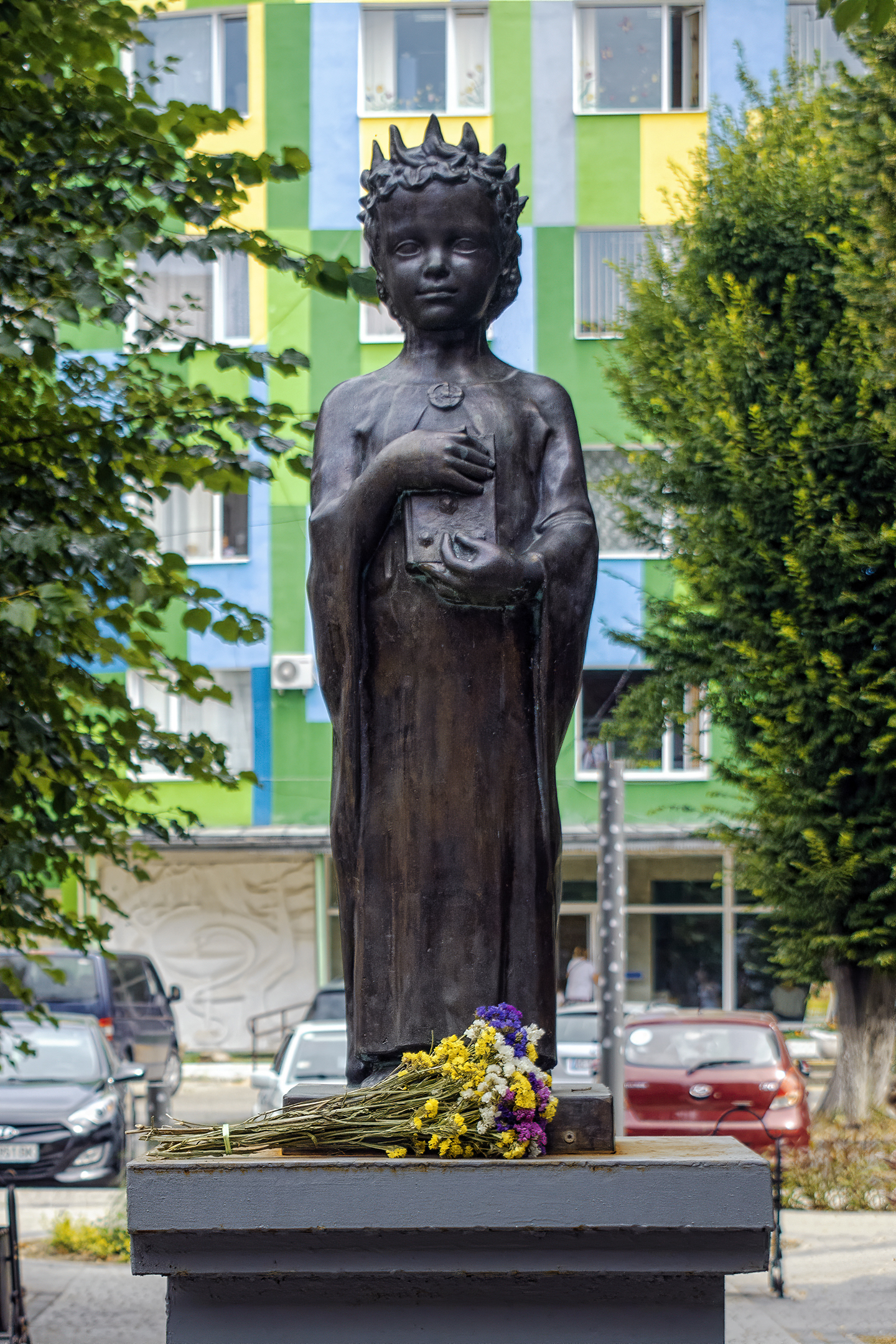
Пам'ятник малій Анні, Луцьк
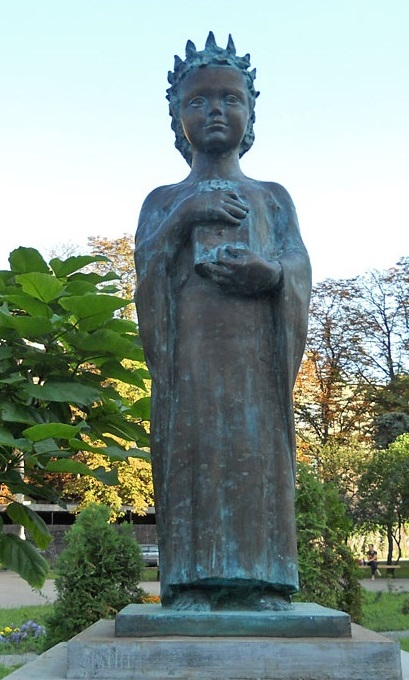
Пам'ятник малій Анні, Київ

### Вулиці та сквери
- Вулиці, які назвали на честь Анни Ярославни, існують у Києві, Коростишеві, Кривому Розі, Полтаві, Глухові.
- Провулок Анни Ярославни є у місті Звягель.
- Сквер Королеви Анни у місті Луцьк. Також у Києві є сквер Анни Київської.[53]
- У місті Кропивницький вулицю Зеленогірську перейменували на вулицю Анни Ярославни.[54]
- У місті Первомайськ вулицю Зої Космодем'янської перейменували на вулицю Анни Ярославни.[55]

### Монети, марки
- 1998 року на честь Анни Ярославни Поштова служба України випустила марку авторства Олексія Штанка[56].
- 2014 року на честь Анни Ярославни НБУ викарбував та ввів до обігу пам'ятну монету номіналом 2 гривні. Автор — Володимир Атаманчук.

### Установи
- У 2013 році в місті Санліс (Франція), був заснований культурний Центр Анни Київської.
- У Києві діє Французький ліцей імені Анни Київської. Ліцей працює під егідою Посольства Франції в Україні.

### Військові формування
- В складі Збройних Сил України діє окрема механізована бригада імені Анни Київської[57][58].

### Змагання
У травні 2025 в Києві, в Будинку митрополита — пам’ятці архітектури XVIII століття, що входить до складу Національного заповідника «Софія Київська», відбувся «Шаховий матч епох» на честь коронації у Франції Анни Ярославни, доньки Ярослава Мудрого.

## У культурі

### Образотворче мистецтво

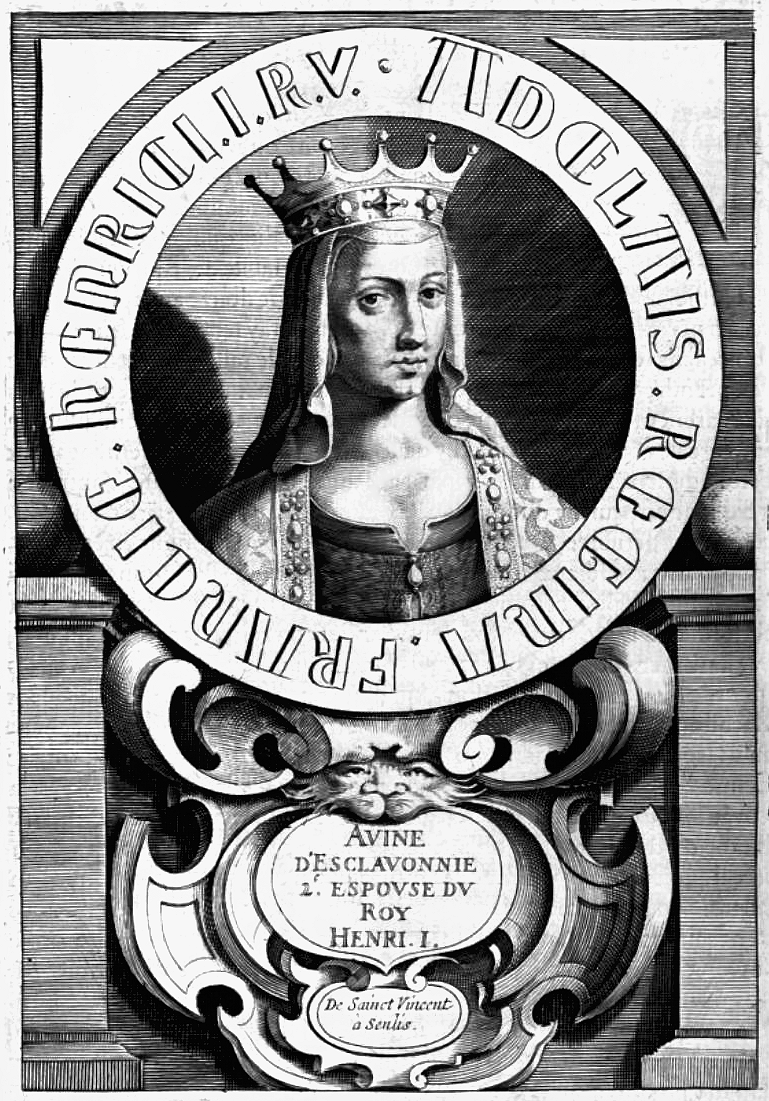
Анна Слов'янська Якоб де Бі, близько 1640 року
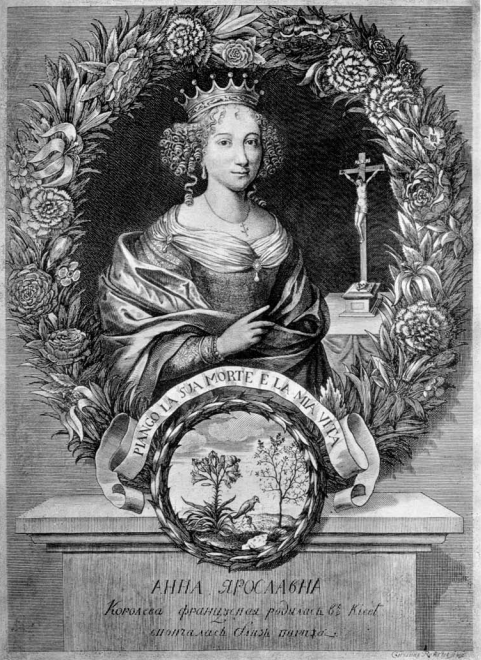
Анна Ярославна невідомий художник, 1884 рік
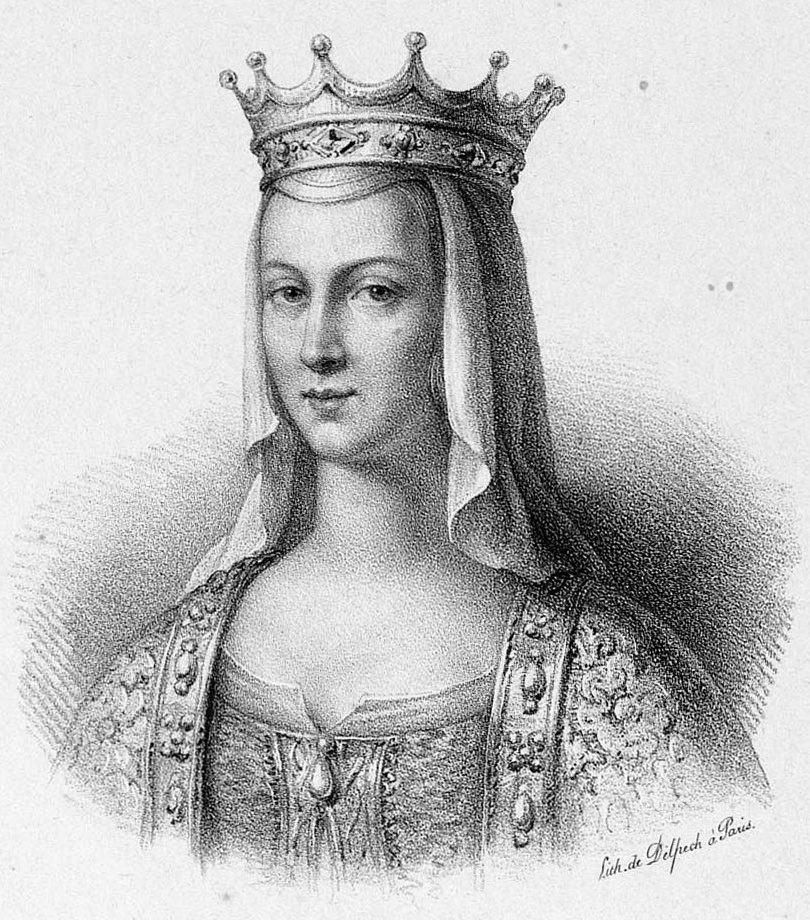
Анна Київська літографія Франсуа-Серафіна Делпеша, ХІХ ст.
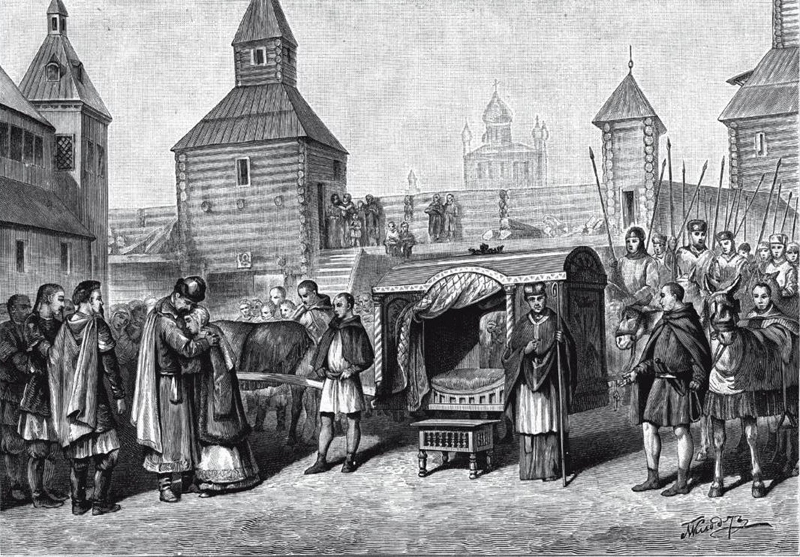
Від'їзд Анни Петро Клодт, ХІХ ст.
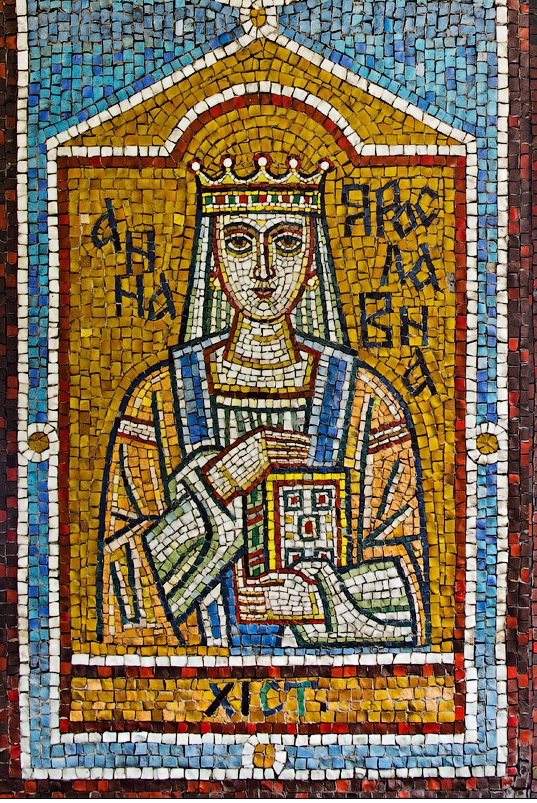
Анна Ярославна Григорій Корінь, Володимир Федько, 1988 рік

### Художня література
Анна Ярославна — героїня декількох історичних романів українських, французьких та інших письменників
- Чемерис, Валентин.  Анна Київська. Харків: Фоліо, 2016
- Филипчак, Іван. Анна Ярославна — королева Франції. Дрогобич: Відродження, 1995 (написаний 1933).
- Соколовський, Валентин. Анна. Дилогія або Біла Королева. Київ: Видавець Бихун В. Ю., 2018.
- Ладинский, Антонин. Анна Ярославна — королева Франции. Москва: Советский писатель, 1961.
- Озерецкая, Елена. Звенит слава в Киеве Ленинград: Издательство «Детская литература», 1974.
- Candeille, Amélie Julie. Agnès De France, Ou Le Douzième Siècle. Paris: Maradan, 1821.
- Dauxois, Jacqueline. Anne de Kiev. Reine de France [Анна Київська, королева Франції]. Paris: Presses de la Renaissance, 2003.
- Deforges, Régine. Sousle ciel de Novgorod [Під небом Новгорода]. Paris: Fayard, 1989 (український переклад: Режіна Дефорж. Анна Київська. Переклад з французької: Григорій Філіпчук // Всесвіт, Київ, 1991. № 1—2)
- Monchaux, Marie-Claude. Anne de Kiev: La petite princesse des neiges [Анна з Києва. Маленька принцеса з країни снігів]. Paris: Pierre Téqui, 2009.

### Музика
- 1967: опера «Анна Ярославна» українського композитора Антіна Рудницького

### Кіно
- 1978: Ярославна, королева Франції (СРСР, режисер Ігор Масленников; за мотивами роману А. Ладинського)
- 2020: Анна Київська (фр. «Anna de Kyiv»; Україна-Франція, режисер Ів Анжело; за мотивами роману Доксуа)

### Монографії
- Войтович Л. 3.4. Ярославичі. Перша галицька династія. //  Князівські династії Східної Європи (кінець IX — початок XVI ст.). Львів: Інститут українознавства, 2000.
- Луняк Є. М. Анна Руська — королева Франції в світлі історичних джерел [Архівовано 15 травня 2022 у Wayback Machine.]. Київ-Ніжин: Мілан, 2010. ISBN 978-966-2213-46-1
- Підпис Анни Ярославівни 1063 року // Німчук В. Хрестоматія з історії української мови X—XIII ст. [Архівовано 5 липня 2019 у Wayback Machine.]. Київ; Житомир: Полісся, 2015.
- Пашуто В. Т. Внешняя политика Древней Руси / под ред. В. П. Шушарина. — М.: Наука, 1968. — 473 с. — ISBN 978-5-458-27604-7.
- Пушкарёва Н. Л. Женщины Древней Руси / рецензенты В. Б. Кобрин, Я. Н. Щапов. — М.: Мысль, 1989. — ISBN 5-244-00281-3.
- Caix de Saint-Aymour, Vicomte de. Anne de Russie, reine de France et comtesse de Valois au XIe siècle [Архівовано 11 грудня 2019 у Wayback Machine.]. Paris, 1896 (український переклад: Сент-Емур Ке, де. Анна Русинка, королева Франції и графиня Валюа / з фр. пер. І. Франко. Львів, 1909 (репринт: Київ, 1991)  [Архівовано 11 грудня 2019 у Wayback Machine.],  [Архівовано 20 серпня 2017 у Wayback Machine.]).
- Hallu, Roger. Anne de Kiev, reine de France. Roma: Editiones Universitatis catholicae Ucrainorum, 1973 (Opera — Università cattolica ucraina, 24).  [Архівовано 19 серпня 2017 у Wayback Machine.] (український переклад: Аллю, Р. Анна Ярославна — королева Франції. Переклад з французької: д-р Марія Струтинська. Торонто: СФУЖО, 2002).
- Lobanoff de Rostoff, A. Recueil de pieces historiques sur la Reine Anne ou Agnes, épouse de Henri I, roi de France. Paris, 1825.
- Мирослав Небелюк. Анна Ярославна: українська княжна на королівському престолі Франції в XI. сторіччі, ÉDITIONS S.C.I.P. Paris, Lion — 1952
- Delorme, Philippe. Anne de Kiev: Epouse de Henri 1er. Paris: Pygmalion, 2015 (український переклад: Філіпп Делорм. Анна Київська. Дружина Генріха І. — Київ : Laurus, 2016. — 208 с. — ISBN 978-966-2449-91-4.).

### Статті
- Тимирязев В. А. Французская королева Анна Ярославна [Архівовано 27 грудня 2013 у Wayback Machine.] // Исторический вестник. — 1894. — Т. LV, № 1. — С. 198—209.
- Bautier, Robert-Henri. ‘Anne de Kiev, reine de France, et la politique royale au XIe siècle: étude critique de la documentation.’ Revue des études slaves 57, № 4 (1985)
- Bogomoletz W. V. Anna of Kiev: An enigmatic Capetian Queen of the eleventh century // French History. Jg. 19. № 3. 2005
- Dunbabin, Jean. ‘What's in a Name? Philip, King of France // Speculum 68, № 4 (1993)
- Agnès de Russie, femme de Henri I // Memoires historiques, critiques, et anecdotes des reines et regentes de France. Par Dreux du Radier / édit. de l'Atlas historique de A. Le Sage. — Paris: De l'imprimerie des frères Mame, 1808. Vol. 1, P. 121—129.

### Довідники
- Трубачёв С. С. Анна Ярославна [Архівовано 28 травня 2020 у Wayback Machine.] // Русский биографический словарь : в 25 т. — СПб., 1900. — Т. 2. — С. 193.
- Анна Ярославна // Энциклопедический словарь : в 86 т. (82 т. и 4 доп.). — СПб. : Ф. А. Брокгауз, И. А. Ефрон, 1890—1907. (рос.) — Т. Ia. — С. 792.
- Анна Ярославна // Українська радянська енциклопедія : у 12 т. / гол. ред. М. П. Бажан ; редкол.: О. К. Антонов та ін. — 2-ге вид. — К. : Головна редакція УРЕ, 1974–1985.
- Bautier R.-H.rufr Anne de Kiev, reine de France… // Revue des études slaves. — Paris: Institut d'études slavesrufr, 1985. — Vol. 57 (4). — P. 539—564.
- Котляр М. Ф. Анна Ярославна // Малий словник історії України / відпов. ред. В. А. Смолій. — К. : Либідь, 1997. — 464 с. — ISBN 5-325-00781-5.
- Котляр М. Ф. Анна Ярославна [Архівовано 26 квітня 2016 у Wayback Machine.] // Енциклопедія історії України : у 10 т. / редкол.: В. А. Смолій (голова) та ін. ; Інститут історії України НАН України. — К. : Наукова думка, 2003. — Т. 1 : А — В. — 688 с. : іл. — ISBN 966-00-0734-5.
- Anna Yaroslavna [Архівовано 7 червня 2019 у Wayback Machine.] // Encyclopedia of Ukraine. Vol. I A-F. Ed. by V.Kubijovyč. University of Toronto Press, 1984. p. 75